# Vitrail de la vie de la Vierge (Chartres)
Pour des articles plus généraux, voir Vitraux de Chartres et Nativité de Marie.
Le vitrail dit de la Vie de la Vierge à Chartres est un vitrail narratif du déambulatoire sud de la cathédrale Notre-Dame de Chartres, qui raconte l'enfance de la Vierge Marie. Il partage cette baie, numérotée 028 dans le Corpus vitrearum, avec le vitrail du Zodiaque et travaux des mois, à gauche dans la même baie, et un oculus représentant le Christ bénissant, Alpha et Oméga.
Le thème en est la première partie de la vie de la Vierge Marie, combinaison des récits apocryphes de la Nativité de Marie et les évangiles de l'Enfance que l'on trouve principalement dans l'évangile selon Luc et l'évangile selon Matthieu.
Le vitrail fut offert par la corporation des vignerons et Thibaut VI de Blois.

## Description d'ensemble

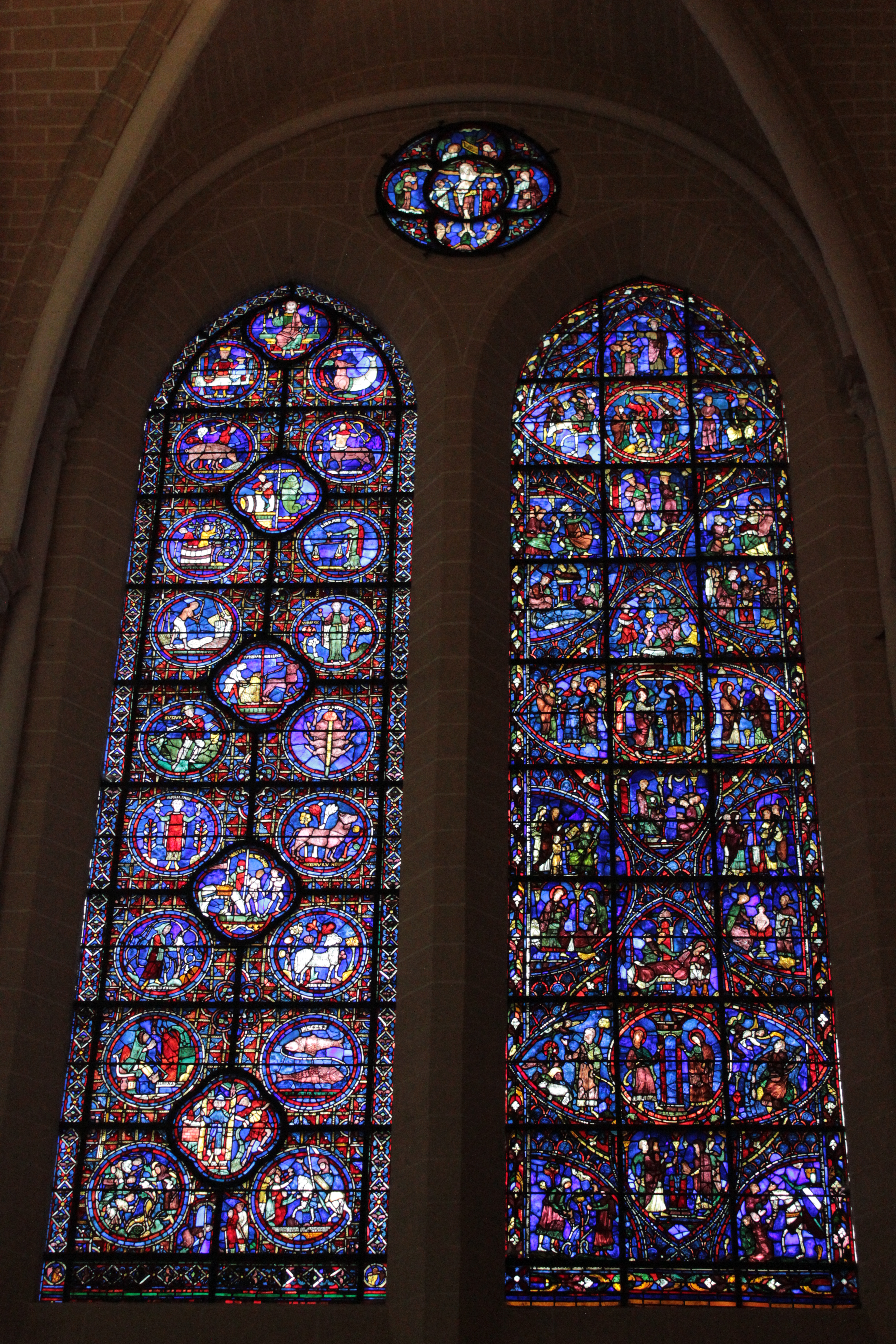
Vue d'ensemble de la baie 028. La « Vie de la Vierge » est la verrière de droite.

La baie elle-même, de style gothique primitif, se compose de deux lancettes en arc brisé, surmontées d'un oculus de réseau.
Le vitrail de 7,45 × 2,01 m s'inscrit dans la lancette de droite, la lancette de gauche étant occupée par le vitrail du Zodiaque et travaux des mois. La verrière a été exécutée entre 1217 et 1220, elle est contemporaine de la cathédrale actuelle reconstruite après l'incendie de 1194.
Elle a été restaurée en 1904 par Gaudin, puis par l'atelier Mauret en 1993. Elle a été classée aux monuments historiques en 1840.
La lancette droite est divisée par neuf barlotières horizontales et deux verticales, délimitant neuf étages de panneaux rectangulaires légèrement allongés verticalement, disposés sur trois colonnes. À l'exception des panneaux centraux des motifs cruciformes, le motif séparant les scènes des différents panneaux est indépendant de ces ferrures.
Toutes ces scènes sont sur fond bleu. Le vitrail est principalement composé de trois losanges rectangles, dessinant un motif cruciforme complexe s'étendant sur cinq panneaux. Le panneau central inscrit sa scène dans un cercle bordé de deux filets rouge et blanc, posé sur un fond rouge bordé de blanc limité par le rectangle de ferronnerie. Ce rectangle étant allongé verticalement, la bordure du cercle déborde et est visible sur les deux panneaux latéraux, mais n'atteint pas les barlotières horizontales. Ornant le rectangle, un motif floral asymétrique vert et blanc fleuri de jaune occupe les quatre écoinçons à fond rouge.
Les quatre bords du rectangle se prolongent par un panneau s'inscrivant dans un arc d'ogive, dont les bords verticaux ou horizontaux s'incurvent pour se couper en tiers-point. Ces ogives sont bordées de deux filets bleu et rouge, et d'un filet de perles blanches. Du fait du caractère rectangulaire des panneaux, la bordure des ogives verticales déborde sur les deux panneaux latéraux, tandis que la pointe des ogives horizontales traverse la bordure du vitrail, dont elle vient toucher les filets extérieurs.
L'ensemble de ce motif en croix est posé sur un grand cercle à fond rouge bordé de deux filets verts et jaune, tangent au losange rectangle qui s'appuie sur les quatre pointes d'ogive. Entre ce cercle et les arcs en tiers-point, les écoinçons à fond rouge portent chacun un motif floral symétrique bleu fleuri de blanc.
Alternant avec les grands cercles, des demi-cercles latéraux se rattachent à la bordure. Ils présentent deux scènes sur fond bleu, séparées par la barlotière horizontale, et sont bordés de trois filets rouges, bleu et blancs. Du fait du caractère rectangulaire des panneaux, ces cercles ne sont tangents qu'avec les ogives verticales. Par ailleurs, les ogives verticales sont raccordées verticalement par un petit losange rectangulaire, traversé horizontalement par la barlotière, et dont le fond bleu à peine visible est bordé de trois filets rouge, bleu et blanc.
Entre ces éléments, le fond est tapissé d'une mosaïque à écailles oblongues bleues ornées d'un motif floral en grisaille, dont les bordures à filet rouge se raccordent sur une perle blanche.
La bordure est formée de deux bandes, rouge à l'intérieur et bleue à l'extérieur, bordée vers l'intérieur de deux filets bleu et blanc et d'une bordure de perles blanches, et vers l'extérieur de deux filets rouge et blanc. Sur les deux bandes centrales se développe un délicat motif floral multicolore à palmettes,.
La dominante d'ensemble est bleue, couleur qui dans la symbolique chrétienne est souvent retenue pour celle de la Vierge Marie.

## Thématique
Le thème du vitrail est le récit légendaire de la première partie de la vie de la Vierge Marie. Le début s'appuie sur divers récits apocryphes de la Nativité de Marie, qui reprennent des thèmes bibliques en les appliquant à la conception et à la naissance de Marie.
L'élément central du vitrail, au centre de la croix centrale, est le panneau de l'Annonciation : ceci soulignant que le « fiat » de la Vierge en cette occasion est le sommet d'une vie tout entière tournée vers Dieu. Ce récit se prolonge par le début de la vie du Christ, que l'on trouve principalement dans l'évangile selon Luc et l'évangile de Matthieu.
Ce récit dit « de la vie de la Vierge Marie » s'arrête donc en réalité à Marie jeune accouchée. En réalité, la vie de la Vierge Marie se prolonge et fait encore l'objet de nombreux autres textes apocryphes. Les évangiles de l'enfance décrivent par exemple plus complètement la fuite en Égypte, que l'on voit détaillée sur le Vitrail de l'Enfance du porche ouest, et le thème de la Mort et Assomption de la Vierge fait l'objet d'un autre vitrail narratif de Chartres dans le côté sud de la nef.
La première partie de cette vie de Marie s'appuie sur des textes apocryphes remontant aux premiers siècles de l'ère chrétienne, principalement l'Évangile du Pseudo-Matthieu et le Protévangile de Jacques. Ces textes seront plus tard synthétisés dans la Légende dorée de Jacques de Voragine, vers 1265, dans le récit de « La Nativité de la Bienheureuse Vierge Marie » donné pour sa fête du 8 septembre (chapitre CXXIX). Ils avaient servi de base à un récit apocryphe connu à Chartres, le « De Nativitate Mariae » (la Nativité de Marie - IXe siècle?).
On y trouve donc l'histoire de  Anne et Joachim, et comment dans leur grand âge ils engendrèrent celle qui devint la Vierge Marie.
Comme en témoigne un sermon de Fulbert de Chartres, la fête de la Nativité de Marie était célébrée à Chartres dès le début du XIe siècle.

### Les donateurs

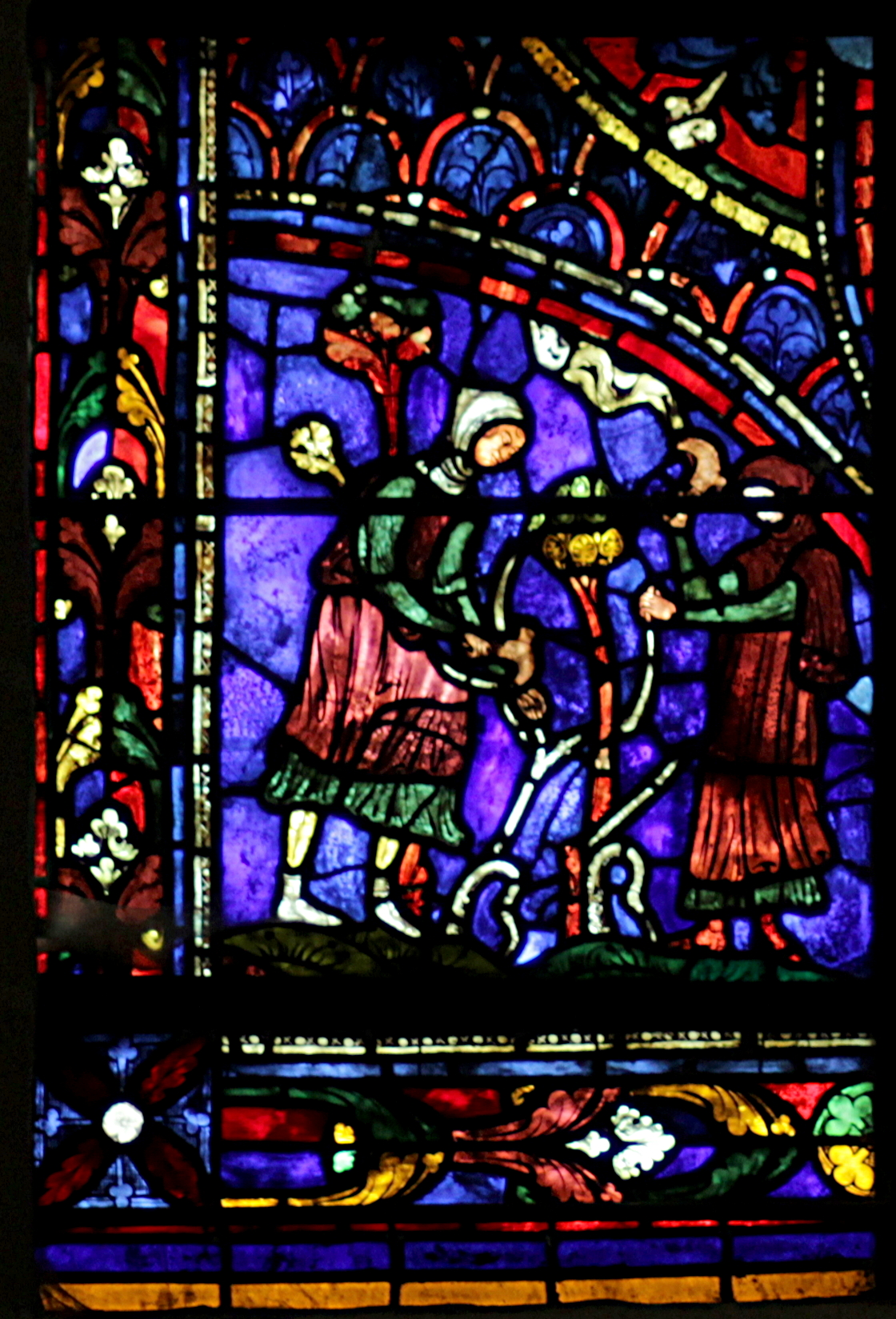
(Ia) : Donateurs.

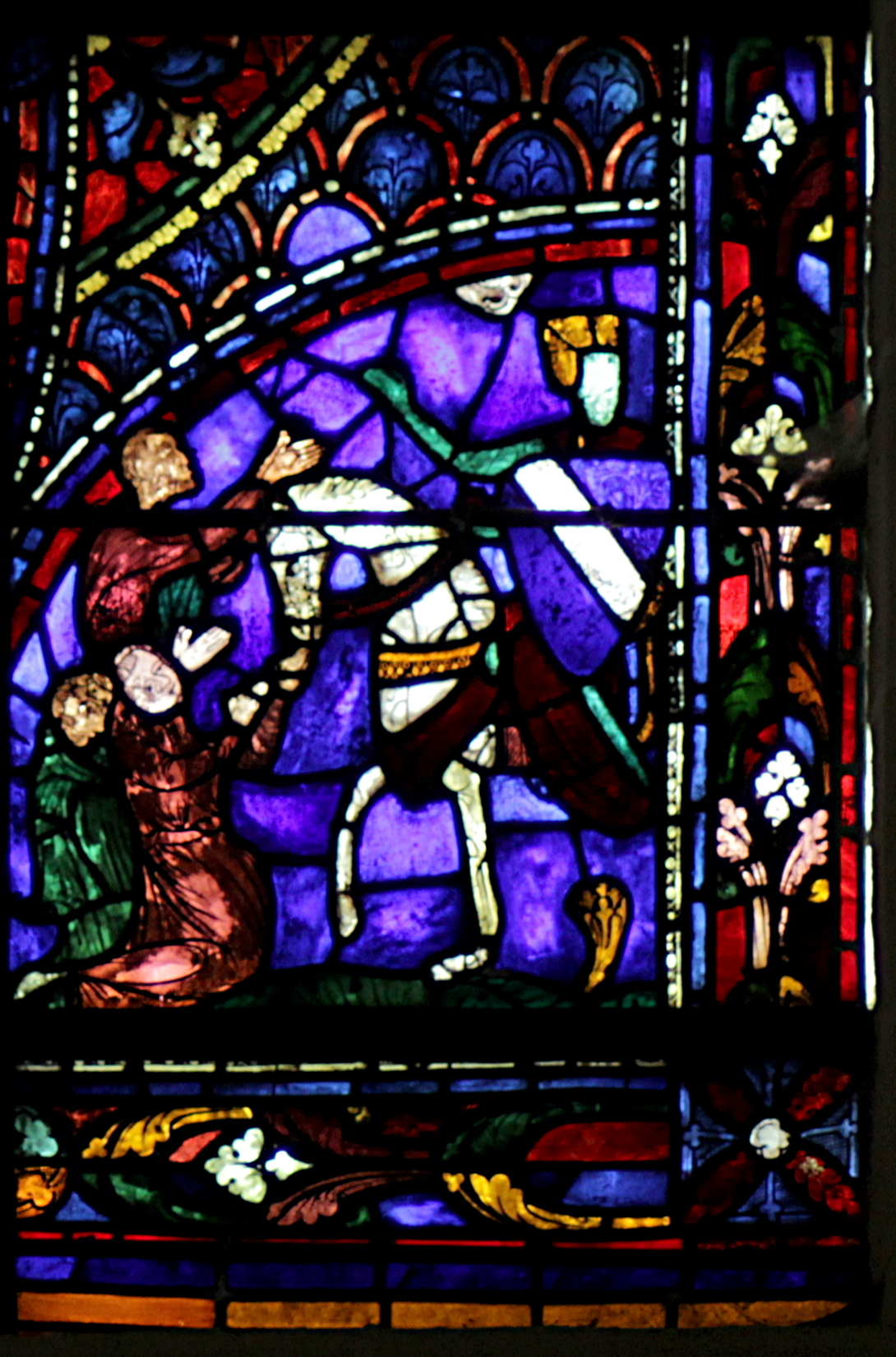
(Ic) : Donateurs.

Les donateurs, la corporation des vignerons et le comte Thibaut VI, sont classiquement représentés aux deux angles inférieurs.
À gauche, les vignerons taillent la vigne, activité du mois de mars. Ils sont protégés du froid par un capuchon, et émondent la vigne au moyen d'une serpette à talon. Le sécateur ne sera inventé qu'au tout début du XIXe siècle.
À droite, trois personnages semblent implorer leur protecteur, un chevalier en armure qui porte un bouclier bleu à diagonale blanche, que l'on lit ici « d'azur à la bande d'argent » 
Pour cette époque, ce sont les armes primitives de la Maison de Blois. Le chevalier n'est pas identifié, mais apparaît dans la lancette voisine, toujours en bas à droite, désigné comme COMES TEOBALD (comte Thibaut), qui appartient à une branche cadette de ce qui deviendra la « maison de Champagne ». Ici, et compte tenu de la date d'élaboration du vitrail, on peut donc reconnaître Thibaut VI de Blois, comte de Chartres, qui contribua à la construction de la cathédrale de Chartres. On retrouve ce même Thibaut VI de Blois avec des armes cette fois-ci brisées, dans les vitraux hauts du chœur (baie 109).

## Description des panneaux
Le vitrail se lit classiquement, de bas en haut et de gauche à droite, chaque panneau rectangulaire porte une scène indépendante. Les passages correspondants sont cités d'après l'« évangile de la nativité de la vierge Marie », énergiquement résumés.

### Nativité de la Vierge
|    | (Ib) : Refus de l'offrande de Joachim. Il y avait près de vingt, ans qu'ils vivaient chez eux dans un chaste mariage sans avoir des enfants. Ils firent vœu, si Dieu leur en accordait un, de le consacrer au service du Seigneur, et c'était dans ce dessein qu'à chaque fête de l'année ils avaient coutume d'aller au temple du Seigneur. Or, il arriva que, comme la fête de la Dédicace approchait, Joachim monta à Jérusalem avec quelques-uns de sa tribu. C'était alors Isaschar qui était grand-prêtre. Lorsqu'il aperçut Joachim parmi les autres avec son offrande, il le rebuta et méprisa ses dons : " Tu ne peux pas te trouver parmi ceux qui font des sacrifices à Dieu, parce que Dieu ne t'a pas béni au point de t'accorder une postérité en Israël ". La composition de la scène est marquée par l'opposition, de part et d'autre du pilier central, entre le clergé du Temple de Jérusalem à gauche, et Anne et Joachim à droite. Joachim, apportant un agneau (visible, quoique caricatural, avec une meilleure définition) se voit opposer un signe de dénégation. Anne, levant la main, paraît catastrophée et résignée. Le thème de la stérilité correspond à celui de Anne, mère de Samuel (1Sam 1) : Car Sara, la première mère de votre nation, ne fut-elle pas stérile jusqu'à l'âge de quatre-vingts ans ? et cependant au dernier âge de la vieillesse elle engendra Isaac (Gn 21), auquel la bénédiction de toutes les nations était promise. De même Rachel, si agréable au Seigneur et si fort aimée du saint homme Jacob, fut longtemps stérile, et cependant elle engendra Joseph, qui devint le maître de l'Égypte et le libérateur de plusieurs nations prêtes à mourir de faim. Lequel de vos chefs a été plus fort que Samson, ou plus saint que Samuel ? et cependant ils eurent tous les deux des mères stériles. |
|    | (IIa) : Annonce divine faite à Joachim. Joachim, rempli de confusion de ce reproche outrageant, se retira auprès des bergers qui étaient avec ses troupeaux dans ses pâturages : car il ne voulut pas revenir en sa maison de peur que ceux de sa tribu qui étaient avec lui ne lui fissent le même reproche humiliant qu'ils avaient entendu de la bouche du prêtre. Or, l'Ange du Seigneur lui apparut, lui disant : « Ne crains point, Joachim ; car je suis l'Ange du Seigneur ; il m'a envoyé vers toi pour t'annoncer que tes prières sont exaucées. Ta femme Anne enfantera une fille et tu la nommeras Marie, elle sera consacrée au Seigneur dès son enfance, comme vous en avez fait le vœu, et elle sera remplie du Saint-Esprit, même dès le sein de sa mère. Elle ne mangera ni ne boira rien d'impur. Et voici le signe que tu auras des choses que je t'annonce. Lorsque tu arriveras à la porte d'or qui est à Jérusalem (07), tu y v trouveras Anne ton épouse, Anne qui viendra au devant de toi, laquelle aura autant de joie de te voir qu'elle avait eu d'inquiétude du délai de ton retour. » Après ces paroles, l'Ange s'éloigna de lui. Joachim est vêtu comme un berger du Moyen Âge. Il est ici représenté en train de garder un troupeau de chèvres, et peut-être aussi de moutons. Le thème de l'annonce de l'ange est parallèle à celui de l'annonce de la naissance de Jean-Baptiste (Lc 1:5-25), essentiellement : Ne crains rien, ta femme enfantera, son enfant sera consacré à Dieu, et vivra de pureté, et voici un signe. |
|    | (IIc) : : Annonce divine faite à Anne. L'ordre de lecture naturel est ici inversé, l'annonce de l'ange (panneau de droite) vient avant la scène de la porte dorée (panneau central). Ensuite il apparut à Anne, l'épouse de Joachim, disant : « Ne crains point, Anne. Car je suis ce même Ange qui ai porté en présence de Dieu vos prières et vos aumônes, et maintenant je suis envoyé vers vous pour annoncer qu'il vous naîtra une fille, laquelle sera appelée Marie, et qui sera bénie sur toutes les femmes. Elle sera remplie de la grâce du Seigneur aussitôt après sa naissance ; elle ne sortira point du temple, où elle sera engagée au service du Seigneur ; elle s'abstiendra de tout ce qui est impur. Lève-toi donc, va à Jérusalem, et lorsque tu seras arrivée à la porte d'or, tu auras pour signe au devant toi ton mari. » Anne est classiquement représentée comme filant la laine à domicile. De même que précédemment, le thème de la « pureté absolue » correspond à celui du nazir, personne consacrée à Dieu devant vivre dans un état de pureté permanente. L'annonce faite à Anne rappelle de plus l'histoire de Samuel (1Sa 1) : Anne, stérile, enfante Samuel qui passera sa vie au service du Temple. La vie de pureté à laquelle doit être consacrée Marie rappelle celle demandée au Nazir. L'Ancien Testament ne connaît que deux cas de nazir perpétuel : Samson et Samuel,. |
|    | (IIb) Rencontre d'Anne et de Joachim à la porte dorée. Se conformant donc au commandement de l'Ange, l'un et l'autre, partant du lieu où ils étaient, montèrent à Jérusalem, et, lorsqu'ils furent arrivés au lieu désigné par la prédiction de l'Ange, ils s'y trouvèrent l'un au devant de l'autre. Alors, joyeux de se revoir mutuellement et rassurés par la certitude de la race promise, ils rendirent grâce comme ils le devaient au Seigneur qui élève les humbles. Dans la composition du panneau, la séparation des époux par la porte dorée signifie la valeur attribuée à cette époque à la chasteté entre époux. La tête de Joachim est une restauration inopportune le figurant à présent sous les traits d'un jeune homme. La formulation décrivant le Seigneur qui « élève les humbles » est une évocation directe du Magnificat (Lc 1:52). |
|    | (IIIa) : Anne enceinte discute avec Joachim. C'est pourquoi, ayant adoré le Seigneur, ils retournèrent à leur maison, où ils attendaient avec assurance et avec joie la promesse divine. |
| \| | (IIIb) : Nativité de la Vierge. Anne conçut donc, et elle mit au monde une fille, et suivant le commandement de l'Ange, ses parents l'appelèrent du nom de Marie. Anne est épuisée par l’accouchement, la sage-femme se penche sur elle pour lui présenter la petite Marie. Celle-ci porte déjà un nimbe, manifestant visuellement qu'elle est l'immaculée conception, c'est-à-dire sainte avant même toute purification, laquelle prendra place dans le panneau suivant. Les « matrones », qui ont pour fonction de mettre à la vie, sont toujours valorisées dans l'iconographie de l'époque lorsque l'occasion s'en présente. |
|    | (IIIc) : Premier bain de la Vierge. Le premier bain après l'accouchement est un symbole de purification, très ritualisé. Les deux servantes (sans nimbe) qui s'en occupent portent le costume de femmes élégantes du XIIe siècle. Cet épisode a une forte connotation liturgique, qui pour le pèlerin chrétien fait immédiatement penser au baptême. Ici, Marie est plongée dans ce qui reprend le code graphique d'un Calice liturgique, une coupe unie d'un anneau à mi-pied. Ce rappel visuel est évocateur des qualificatifs de la Vierge dans la litanie de la Sainte Vierge : « Vase spirituel, Vase d’honneur, Vase insigne de la dévotion »,. Cette association graphique est un écho explicite de l'Épître aux Romains (Rm 6:3) : « nous tous, qui avons été baptisés pour Jésus-Christ, c'est en relation avec sa mort que nous avons été baptisés. » Dans la liturgie, le calice représente en effet le sang du Christ, « versé pour vous et pour la multitude ». |

### L'enfance de la Vierge
|  | (IVa) : Anne et Joachim présentent Marie à l'Enseignant. Et lorsque le terme de trois ans fut révolu et que le temps de la sevrer fut accompli, ils amenèrent au temple du Seigneur cette Vierge avec des offrandes. Ayant donc célébré le sacrifice selon la coutume de la loi, et accompli leur vœu, ils l'envoyèrent dans l'enclos du temple pour y être élevée avec les autres Vierges et ils retournèrent à leur maison. Le jeu des mains (mieux discernable sur une haute résolution) est ici remarquable : Marie tend ses mains vers le maître, montrant qu'elle aspire à se rattacher à son enseignement ; Joachim dresse un index menaçant de la main droite, avertissant solennellement le maître sur la responsabilité qu'il prend vis-à-vis de sa responsabilité parentale d'éducation, mais en même temps ouvre la main gauche, montrant qu'il accorde sa confiance à l'enseignement de l'institution. Le maître, qui tient à la main sa férule, signe d'autorité, étend sa main sur Marie, montrant qu'il est là pour l'abriter et la guider dans son mûrissement, et regarde Joachim droit dans les yeux : il assumera. Anne, en arrière-plan, lève la main en un signe de simple bénédiction : la mère biologique cède alors le pas à la Mère Spirituelle. De fait, Anne et Joachim n'interviendront plus dans les écrits apocryphes : Marie a été confiée au Temple, le rapport avec ses parents n'est plus pertinent. Au Moyen Âge, l'instruction n'était pas répandue, et seules les filles de grandes familles étaient alphabétisées, mais elles ne l'étaient pas dans des écoles publiques. Cette interprétation graphique mélange deux réalités moyenâgeuses : l'enseignement institutionnel se rencontrait soit dans les monastères, soit dans des écoles cathédrales ou paroissiales. Il était effectivement courant de confier ses enfants à des monastères, ce que reflète la règle de saint Benoît qui traite du régime particulier de ces enfants. Cependant, la légende de la Vierge indique spécifiquement qu'elle est confiée « au temple », ce qui pour l'époque ne peut signifier qu'une école cathédrale. |
|  | (IVb) : La Vierge Marie à l'école. Enfin, avec les jeunes filles plus âgées, elle s'instruisait si bien dans les louanges de Dieu, qu'on n'en trouvait aucune qui fût plus exacte aux veilles, plus instruite qu'elle dans la sagesse de la loi de Dieu, plus remplie d'humilité, plus habile à chanter les cantiques de David plus gracieuse dans sa charité, plus pure dans sa chasteté, plus parfaite en toute vertu. Car elle était constante, inébranlable, persévérante et chaque jour elle faisait des progrès dans le bien. Marie, portant un nimbe, est au premier rang. La scène est une illustration de ce que pouvait être une école cathédrale au XIIe siècle : Marie, en s'y montrant soumise, valide le modèle de l'élève soumis face à son maître. C'est une apologie pour l'école cathédrale de Chartres, alors renommée. Les différents récits apocryphes n'insistent pas tellement ici sur l'enseignement proprement dit, mais sur la perfection de sa vie religieuse dès l'enfance. Sa vie mystique est intense, « tous les jours elle était fréquentée par les Anges, tous les jours elle jouissait de la vision divine qui la préservait de tous les maux et qui la comblait de tous les biens » ; et ses vertus sont celles qu'on attend d'une parfaite moniale, « Nul ne la vit jamais en colère, nul ne l'entendit jamais dire du mal ; toutes ses paroles étaient si pleines de grâce que l'on reconnaissait la présence de Dieu sur ses lèvres ; toujours elle était occupée à prier ou à méditer la loi, et elle se préoccupait de ses compagnes, veillant à ce qu'aucune d'entre elles ne péchât ». |
|  | (IVc) : Le tirage au sort désigne Joseph. Lorsqu'elle parvint à l'âge de quatorze ans, le grand-prêtre annonça que les Vierges que l'on élevait dans le temple et qui avaient cet âge accompli s'en retournassent cher elles pour se marier selon la coutume de la nation et la maturité de l'âge. Les autres ayant obéi à cet ordre avec empressement, la Vierge du Seigneur Marie fut la seule qui répondit qu'elle ne pouvait agir ainsi, et elle dit : « Que non seulement ses parents l'avaient engagée au service du Seigneur, mais encore qu'elle avait voué au Seigneur sa virginité qu'elle ne voulait jamais violer en habitant avec un homme. » L'avis de tous fut qu'il fallait consulter le Seigneur sur cela. Une voix sortit de l'oracle, disant qu'il fallait, suivant la prophétie d'Isaïe, chercher quelqu'un à qui cette Vierge devait être recommandée et donnée en mariage. Le grand-prêtre ordonna donc, d'après cette prophétie, que tous ceux de la maison et de la famille de David vinssent apporter chacun une baguette sur l'autel. Or c'était le rameau de Joseph qu'on avait négligé, parce qu'il était vieux et ne pouvait prendre Marie. Mais lui-même ne voulait pas réclamer son rameau. Et, comme il était là, au dernier rang, tout humble, le grand prêtre Abiathar l'appela à haute voix et dit: "Viens et prends ton rameau, car tu es attendu." Et Joseph s'approcha tout apeuré, car le chef des prêtres l'avait appelé à haute voix. La verge que tient Joseph est florissante, alors que celle des deux autres derrière lui restent sèches. Marie lève la main en signe d'acceptation. Le récit renvoie explicitement à la prophétie d’Isaïe, illustré dans le vitrail de l'Arbre de Jessé de Chartres : « Un rameau sortira du tronc de Jessé, et un rejeton naîtra de ses racines » (Is 11:1). Symboliquement, le « tronc de Jessé » est la tribu de David, son dernier-né. Ici, le récit prend les choses littéralement : la verge est réellement une baguette de bois, le rameau qui sort est réellement fleuri, et Jessé est réellement représenté en la présence de Joseph. Par ailleurs, le récit reprend le récit biblique de la désignation d'Aaron comme grand prêtre décrite : « Moïse déposa les verges devant l’Éternel, dans la tente du témoignage. Le lendemain, lorsque Moïse entra dans la tente du témoignage, voici, la verge d'Aaron, pour la maison de Lévi, avait fleuri, elle avait poussé des boutons, produit des fleurs, et mûri des amandes. Moïse ôta de devant l’Éternel toutes les verges, et les porta à tous les enfants d'Israël, afin qu'ils les vissent et qu'ils prissent chacun leur verge » (Nb 17:7-9). |
|  | (Va) : Mariage de Marie et Joseph. Mais Joseph protesta : " J'ai des fils, je suis un vieillard et elle est une toute jeune fille. Ne vais-je pas devenir la risée des fils d'Israël ? " " Joseph, répondit le prêtre, crains le Seigneur ton Dieu, et souviens-toi du sort que Dieu a réservé à Dathan, Abiron et Corê. La terre s'entrouvrit et les engloutit tous à la fois, parce qu'ils lui avaient résisté. Et maintenant, Joseph, crains de semblables fléaux sur ta maison ! " Très ému, Joseph prit la jeune fille sous sa protection et lui dit : " Marie, le temple du Seigneur t'a confiée à moi. Maintenant je te laisse en ma maison. Car je pars construire mes bâtiments. Je reviendrai auprès de toi. Le Seigneur te gardera. Quatre sains sont affirmés par leurs nimbes : Marie et Anne à gauche, Joseph et Joachim à droite. Les futurs époux matérialisent leur engagement en se donnant la main droite. Le rabbin qui officie porte le bonnet conique traditionnel des juifs dans l'iconographie de l'époque. Derrière Joseph on voit apparaître la tête d'un témoin. Le célébrant regarde fixement Marie, laquelle lève la main en signe de consentement : il est en train de demander le consentement de l'épouse. Yves de Chartres soulignait en effet que dans le mariage, « il faut que les deux consentements soient clairement exprimés, surtout celui de la fille ». Les récits apocryphes insistent sur le fait que Joseph est un vieillard, et que le mariage proprement dit n'a pas été consommé mais doit l'être plus tard, si même il peut l'être. Ceci reflète la problématique de la virginité perpétuelle de Marie. |

### Nativité de Jésus
À partir de ce panneau, les récits apocryphes suivent essentiellement les récits des évangiles, qui sont ici résumés. Ils tendent cependant à y ajouter de nombreux détails rendant les épisodes à la fois plus précis et plus merveilleux.
|  | (Vb) : L'Annonciation faite à la Vierge Marie. L'ange Gabriel fut envoyé par Dieu à Marie. Il entra chez elle, et dit: « Je te salue, toi à qui une grâce a été faite; le Seigneur est avec toi. Et voici, tu deviendras enceinte, et tu enfanteras un fils, et tu lui donneras le nom de Jésus. » Marie dit à l'ange: « Comment cela se fera-t-il, puisque je ne connais point d'homme? » L'ange lui répondit: « Le Saint-Esprit viendra sur toi, et la puissance du Très-Haut te couvrira de son ombre. C'est pourquoi le saint enfant qui naîtra de toi sera appelé Fils de Dieu. Voici, Elisabeth, ta parente, a conçu, elle aussi, un fils en sa vieillesse, et celle qui était appelée stérile est dans son sixième mois. Car rien n'est impossible à Dieu. » Marie dit: « Je suis la servante du Seigneur; qu'il me soit fait selon ta parole! » Panneau central de la croix central, l'Annonciation est effectivement au cœur du mystère marial, ce que signifie ici sa place géométrique. Le texte biblique est donné par l'évangile selon Luc, 1:26-38. Comme souvent, l'ange a une aile pointée vers le ciel et l'autre vers le sol, manifestant sur le plan iconographique que sa fonction est d'être l'intermédiaire entre le Ciel et la Terre. Ce messager tient dans sa main gauche le rouleau sur lequel est inscrit le message divin. La fleur de lys centrale, symbole associé aux vierges, rappelle ici la conception virginale de Marie ; elle est curieusement posée sur un candélabre, peut-être pour évoquer par sa couleur brune le bois de la tige de Jessé, fleurissant contre toute attente. À droite, le siège sur lequel était assise Marie présente une curieuse déformation perspective, rarissime dans l'art pré-renaissance. |
|  | (Vc) : La Visitation de la Vierge Marie. Marie se leva, et s'en alla en hâte vers la maison de Zacharie. Elle entra, et salua Élisabeth. Dès qu’Élisabeth entendit la salutation de Marie, son enfant tressaillit dans son sein, et elle fut remplie du Saint-Esprit. Elle s'écria d'une voix forte: « Tu es bénie entre les femmes, et le fruit de ton sein est béni. Car dès que la voix de ta salutation a frappé mon oreille, l'enfant a tressailli d'allégresse dans mon sein. » Et Marie dit: « Mon âme exalte le Seigneur,... » La visitation fait suite à l'Annonciation dans l'évangile selon Luc (1:39-46). Les deux femmes s'accueillent mutuellement. Après la salutation, les paroles de Marie constituent le futur cantique du Magnificat, qui dans la liturgie catholique est chanté tous les jours dans l'office de vêpres. Le symbolisme est ici très fort : avec son mari Zacharie, Elizabeth « était stérile, et ils étaient avancés l'un et l'autre en âge » (Lc 1:7). C'est l'image de l'Ancienne Alliance, vieillie, dont Jean Baptiste sera le dernier prophète. En face, Marie, à peine nubile, dans la fleur de la jeunesse, représente la Nouvelle Alliance que portera son enfant, Jésus-Christ. Ce thème de la stérilité physique, qui reprend encore une fois celui de Anne, mère de Samuel (1Sam 1), met en valeur par contraste la puissance de Dieu qui va au-delà de cette naissance « impossible », et authentifie la fécondité divine que représente le prophète. Comme l'annonçait l'Ange au panneau précédent, Zacharie et Elizabeth ont donc un enfant contre toute attente, « Car rien n'est impossible à Dieu » - thème que l'on retrouve avec le vitrail de Saint Jean Baptiste situé dans les vitraux hauts de l'abside. Sur le même thème, et sur ce même vitrail, Anne et Joachim ont eu Marie dans leur vieillesse, ce que décrivaient les panneaux inférieurs. |
|  | (VIa) : La Nativité de Jésus. La nativité n'est pas très développée dans l'évangile selon Luc (2:1-7), et à peine évoquée dans l'évangile selon Matthieu, qui s'appesantira plus sur l'épisode des rois mages. En ce temps-là parut un édit de César Auguste, ordonnant un recensement de toute la terre. Tous allaient se faire inscrire, chacun dans sa ville. Joseph aussi monta pour se rendre dans la ville de David, appelée Bethléem, parce qu'il était de la maison et de la famille de David, afin de se faire inscrire avec Marie, sa fiancée, qui était enceinte. Pendant qu'ils étaient là, le temps où Marie devait accoucher arriva, et elle enfanta son fils premier-né. Elle l'emmaillota, et le coucha dans une crèche, parce qu'il n'y avait pas de place pour eux dans l'hôtellerie. L'âne et le bœuf que l'on voit apparaître dans la scène ne sont pas tirés des évangiles canoniques, mais de l'Évangile du Pseudo-Matthieu, où ils rappelle explicitement Isaïe, et implicitement l'aveuglement d'Israël : « Le bœuf connaît son possesseur et l'âne la crèche de son maître ; mais Israël n'a point de connaissance, mon peuple n'a point d'intelligence » (Is 1.3) : Deux jours après la naissance du Seigneur, Marie quitta la grotte, entra dans une étable et déposa l'enfant dans une crèche, et le bœuf et l'âne, fléchissant les genoux, adorèrent celui-ci. Alors furent accomplies les paroles du prophète Isaïe... Joseph paraît soucieux face à Marie, sereine et désignant l'enfant Jésus. L'enfant Jésus est dans une « mangeoire » figurée sous forme d'un autel, symbolisant son futur sacrifice, car selon la glose « le berceau du Christ est en même temps l'autel du sacrifice ». |
|  | (VIb) : L'annonce faite aux bergers. Il y avait, dans cette même contrée, des bergers qui passaient dans les champs les veilles de la nuit pour garder leurs troupeaux. Un ange du Seigneur leur apparut. Ils furent saisis d'une grande frayeur, mais l'ange leur dit: « Ne craignez point; car je vous annonce une bonne nouvelle : c'est qu'aujourd'hui, il vous est né un Sauveur. » Et soudain il se joignit à l'ange une multitude de l'armée céleste, louant Dieu et disant: « Gloire à Dieu dans les lieux très hauts, Et paix sur la terre parmi les hommes qu'il agrée! » Le berger de droite est entouré d'une chèvre et d'un chien, à ses pieds paissent trois moutons. Comme souvent, la chèvre (au centre) est en train de brouter un arbre. |
|  | (VIc) : La Présentation de Jésus au Temple. Et, quand les jours de leur purification furent accomplis, selon la loi de Moïse, Joseph et Marie le portèrent à Jérusalem, pour le présenter au Seigneur. Il y avait à Jérusalem un homme appelé Siméon, il avait été divinement averti par le Saint-Esprit qu'il ne mourrait point avant d'avoir vu le Christ du Seigneur. Et, comme les parents apportaient le petit enfant Jésus pour accomplir à son égard ce qu'ordonnait la loi, il le reçut dans ses bras. Il y avait aussi une prophétesse, Anne. Restée veuve, et âgée de quatre-vingt-quatre ans, elle ne quittait pas le temple. Étant survenue, elle aussi, à cette même heure, elle louait Dieu, et elle parlait de Jésus à tous ceux qui attendaient la délivrance de Jérusalem. Tous les personnages, un homme et trois femmes, sont nimbés, désignant la sainteté. Ce sont évidemment au premier plan l'enfant Jésus (dont le nimbe portant une croix désigne une personne divine) et Marie, qui ici remet Jésus à Syméon. Les deux personnages à l'arrière-plan sont plus difficiles à identifier. L'un de ces personnages porte un cierge, rappelant que cette fête, dans le catholicisme, correspond à la Chandeleur, fête des lumières. L'autre est probablement Anne la prophétesse. Les deux personnages Anne et Siméon, décrits dans l'évangile de Luc (2:22-38) prophétisent l'un et l'autre que cet enfant Jésus est le salut attendu par Israël. |

### L'enfance de Jésus
Contrairement aux panneaux précédents, dont les scènes se déroulent successivement, cette croix supérieure du vitrail se lit plutôt par bandes horizontales synchrones : en bas, la visite des rois mages, au milieu le massacre des Innocents, qui se complète par le Christ au sommet.
|  | (VIIa) : Hérode le Grand consulte les spécialistes de la Loi. Le panneau illustre le passage de Matthieu (2:1-8) où Hérode le Grand, roi des Juifs, apprend qu'un enfant qualifié de « roi des Juifs » par les écritures sacrées a été annoncé par les astres, et s'apprête à défendre son trône. Des mages venus d'Orient arrivèrent à Jérusalem et dirent: «Où est le roi des Juifs qui vient de naître? En effet, nous avons vu son étoile en Orient et nous sommes venus pour l'adorer.» Quand le roi Hérode apprit cela, il fut troublé et tout Jérusalem avec lui. Il rassembla tous les chefs des prêtres et spécialistes de la loi que comptait le peuple et leur demanda où le Messie devait naître. Ils lui dirent: « À Bethléem en Judée. » Alors Hérode fit appeler en secret les mages ; et il les envoya à Bethléem en disant: « Quand vous l'aurez trouvé, faites-le-moi savoir, afin que j'aille moi aussi l'adorer. » Le doigt d'Hérode pointe sur l'étoile des mages, figurant dans le panneau suivant : quelle est cette étoile, et que signifie-t-elle? Hérode est assis sur son trône, et est figuré la main sur la cuisse, signe de puissance. L'un des spécialistes tiens en main et consulte un rouleau de la Loi. En haut, Jérusalem est figurée par une ligne de créneaux et une tour fortifiée. |
|  | (VIIb) : Les rois mages se rendent à Bethléem. Après avoir entendu le roi, ils partirent. L'étoile qu'ils avaient vue en Orient allait devant eux jusqu'au moment où, arrivée au-dessus de l'endroit où était le petit enfant, elle s'arrêta. Quand ils aperçurent l'étoile, ils furent remplis d'une très grande joie. La suite du récit (Mt 2:9-10) correspond à ce panneau intermédiaire. Les mages sont représentés en train de sortir d'une porte rouge, figurant le palais d'Hérode. L'étoile qui les guide rayonne en haut à droite du panneau. Les deux qui figurent ici sont encore en route, et portent leur présent (l'encens et la myrrhe) dans une boîte sphérique à couvercle ; le troisième est déjà arrivé au panneau suivant. Dans la composition de ce panneau, les rois mages ont toujours les yeux fixés sur Hérode le Grand, resté dans le panneau précédent. Ils viennent de le renseigner sur leur mission, et se rendent à Bethléem. L’Évangile arménien de l'Enfance précise (comme nombre d'autres textes antiques) que les mages sont trois rois, dont il donne les noms traditionnels : Et ceux qui étaient les rois des Mages étaient trois frères : le premier, Melkon, qui régnait sur les Perses ; le second Balthasar, qui régnait sur les Indiens, et le troisième, Gaspar, qui possédait les pays des Arabes. |
|  | (VIIc) : Adoration des Mages. Ils entrèrent dans la maison, virent le petit enfant avec Marie, sa mère, se prosternèrent et l'adorèrent. Ensuite, ils ouvrirent leurs trésors et lui offrirent en cadeau de l'or, de l'encens et de la myrrhe. Puis, avertis dans un rêve de ne pas retourner vers Hérode, ils regagnèrent leur pays par un autre chemin. (Mt 2:11-12) Ici, les « Mages venu d'orient » se réduisent à un seul personnage, les deux autres membres des traditionnels « Trois Rois Mages » étant restés figurés en route sur le panneau précédent. Le Mage présent est ici celui qui offre l'or, tirée du coffre posé sur ses genoux, il a ôté sa couronne en signe de déférence. Cette « pièce d'or » est figurée ici, marquée par la grisaille, comme cerclée et marquée d'une croix (ce qui est visible aux jumelles ou sur une photographie de haute définition), ce qui évoque immédiatement, pour le pèlerin chrétien, l'image d'une hostie consacrée présentée à la communion. Un récit oriental de l'Antiquité tardive explique à ce propos que les mages entendent mettre Jésus à l'épreuve et connaître sa nature : s'il est roi, il choisira l'or, s'il est prêtre, l'encens et s'il est médecin, il optera pour la myrrhe. L'enfant déconcerte les trois sages en choisissant les trois présents. |
|  | (VIIIa) : La fuite en Égypte. Lorsqu'ils furent partis, un ange du Seigneur apparut dans un rêve à Joseph et dit: «Lève-toi, prends le petit enfant et sa mère, fuis en Égypte et restes-y jusqu'à ce que je te parle, car Hérode va rechercher le petit enfant pour le faire mourir.» Joseph se leva, prit de nuit le petit enfant et sa mère et se retira en Égypte. Il y resta jusqu'à la mort d'Hérode, afin que s'accomplisse ce que le Seigneur avait annoncé par le prophète: J'ai appelé mon fils à sortir d’Égypte. (Mt 2:13-14) Le passage « du prophète » est tiré du livre d'Osée (11:1), et renvoie à l'épisode biblique de la sortie d'Égypte. La fuite en Égypte est un thème fréquent dans l'iconographie, et cet épisode est plus détaillé dans l'Évangile du Pseudo-Matthieu. Curieusement, le personnage guidant l'âne n'est plus présenté avec un nimbe mais avec le bonnet conique caractéristique des juifs dans l'iconographie de l'époque. S'agit-il toujours de Saint Joseph? La branche blanche que l'on aperçoit derrière Marie évoque peut-être l'épisode du palmier, décrit dans l'évangile du Pseudo-Matthieu : au moment où ils se remirent en route, Jésus se tourna vers le palmier, dit : « Je te dis, palmier, et j'ordonne qu'une de tes branches soit transportée par mes Anges et soit plantée dans le paradis de mon père. Et je t'accorde en signe de bénédiction qu'il sera dit à tous ceux qui auront vaincu dans le combat pour la foi : Vous avez atteint la palme de la victoire. » Comme il parlait ainsi, voici que l'Ange du Seigneur apparut, se tenant sur le palmier, et il prit une des branches, et il s'envola par le milieu du ciel, tenant cette branche à la main. |
|  | (VIIIb) : Hérode ordonne le Massacre des Innocents. Les trois scènes de cet étage sont simultanées, mais le récit biblique introduit ici le panneau de droite avant celui du centre. Quand Hérode vit que les mages l'avaient trompé, il se mit dans une grande colère, et il envoya tuer tous les enfants de deux ans et au-dessous qui étaient à Bethléem et dans tout son territoire, selon la date qu'il s'était fait préciser par les mages. (Mt 2:16). Hérode est assis sur son trône, dans son palais à Jérusalem, dont on aperçoit le sommet des remparts en haut du panneau. Le trône est le signe de la souveraineté, celui qui s'y assied est dit « en majesté ». L'escabeau sert à poser les pieds : il fait corps avec le siège et est orné comme lui. Il est lui-même un symbole de domination : « Assieds-toi à ma droite, Jusqu'à ce que je fasse de tes ennemis ton marchepied. L’Éternel étendra de Sion le sceptre de ta puissance: Domine au milieu de tes ennemis! » (Ps 110:1-2) |
|  | (VIIIc) : Scène du Massacre des Innocents. Alors s'accomplit ce que le prophète Jérémie avait annoncé: On a entendu des cris à Rama, des pleurs et de grandes lamentations: c'est Rachel qui pleure ses enfants et n'a pas voulu être consolée, parce qu'ils ne sont plus là. (Mt 1:17-18) La scène est particulièrement violente. Deux soldats sont représentés en cotte de mailles de l'époque (début XIIe siècle). Celui de droite semble s'amuser d'une tête d'enfant qu'il tient de sa main gauche ; celui de gauche arrache un enfant nu à sa mère éplorée. À leurs pieds une mère vêtue de jaune se lamente sur la tête de son enfant, au milieu de cadavres dénudés et décapités. |
|  | (IXb) : Le Christ bénit une foule de pèlerins (?) Le rapport entre ce panneau et le reste du vitrail n'est pas immédiat. La scène représente peut-être les limbes, qui traditionnellement reçoit les âmes des justes et des enfants morts sans baptême : dans l'étage inférieur, les « Saints Innocents » ont reçu le « baptême du sang », mais « Les âmes des justes ne furent pas introduites dans le paradis avant la mort de Jésus-Christ, parce que le paradis avait été fermé par le péché d’Adam et qu’il convenait que Jésus-Christ, dont la mort le rouvrait, fût le premier à y entrer ». Le panneau évoquerait alors la Descente aux Enfers, où le Christ vient libérer ces âmes — y compris, donc, celles des « Saints Innocents », représentant graphiquement que les âmes de ces innocents ont donc été directement sauvées par le sacrifice du Christ. Les deux panneaux latéraux ne portent que le raccord de la bordure, sans avoir de scène spécifique. |